# Акбаров, Хамидулла Ильясович
Хамидулла Ильясович Акбаров (узб. Xamidulla Ilyasovich Akbarov; 13 декабря 1936, Ташкент, Узбекская ССР, СССР) — советский и узбекский киновед.

## Биография
Хамидулла Ильясович Акбаров родился 13 декабря 1936 года в Ташкенте.
В 1960 году окончил филологический факультет Ташкентского государственного университета. В 1962—1965 годах проходил курсы аспирантуры по специальности киноведения в Институте истории искусств. В 1966 году защитил кандидатскую диссертацию на тему «Становление и развитие узбекской звуковой художественный кинематографии» и заведовал сектором кино в Институте искусствознания.
Выступил автором очерков по узбекскому кино во втором и третьем томах монографии «История советского кино» (1973, 1975).

## Труды

### На узбекском языке
- «Волшебный луч», Ташкент, 1977
- Эстетика и современность, Ташкент, 1978
- Традиции и экран, Ташкент, 1980
- Захид Сабитов, Ташкент, 1980
- Литература и кино, Ташкент, 1981

### На русском языке
- Зрелость, Ташкент, 1971
- Кино Узбекистана. М., 1981

## Звания
- Кандидат искусствоведения (1966)
- Доктор филологических наук (1983)